# Recloose
Matthew Chicoine  is een Amerikaanse dj en producer van techno en deephouse. Hij produceert deze stijlen met een diverse mix aan invloeden waarbij hij ook veel uit de jazz haalt. Hij begint zijn carrière in de Verenigde Staten, maar verplaatst zijn uitvalsbasis later voor 12 jaar naar Nieuw-Zeeland.

## Biografie
Chicoine wordt geboren in de buurt van Boston, maar verhuist alter naar Detroit. Hij studeert Engelse taal- en letterkunde aan de universiteit en is ook actief als hiphop-dj onder de naam DJ Bubblicious. Na zijn afstuderen werkt hij in een restaurant in de keuken en probeert hij als elektronisch muziekproducer aan de bak te komen. Dat lukt als hij een demo stuurt aan Carl Craig. Deze geeft hem een plek op zijn label Planet E. Daar verschijnt in 1998 zijn eerste ep So This Is The Dining Room, die goede reviews krijgt. Hij maakt daarna nog enkele ep's en gaat op tournee met Craig. In 2000 werkt hij samen met zanger Dwele voor de single Can't Take It. Daarna besluit hij te verhuizen naar Paekakariki in Nieuw-Zeeland, vanwege zijn vriendin die daar woont. Daarna verschijnt in 2002 zijn debuutalbum Cardiology, waarop nog diverse samenwerkingen staan met muzikanten uit Detroit. Het titelnummer wordt twee jaar later geremixt door Isolée. Zelf maakt hij remixes voor Theo Parrish en MJ Cole. Voor zijn tweede album werkt hij samen met een groot aantal Nieuw-Zeelandse artiesten. Zo werkt hij met leden van Fat Freddy's Drop, waaronder zanger Joe Dukie. Hij vormt ook een liveband rondom zichzelf, waarmee hij in 2007 het livealbum Backwards And Sideways maakt. Op Perfect Timing (2008), zijn toegankelijkste album, zoekt hij toenadering met funk en soul. De singles van zijn vroegste ep's worden verzameld op Early Works, aangevuld met materiaal dat nog niet eerder was uitgebracht. In deze periode heeft hij ook een tijd lang een eigen radioshow in Nieuw-Zeeland. In 2014 keert hij terug naar de VS en gaat hij in Brooklyn wonen. Hij tekent dan bij AUS, een sublabel van Studio !K7. Daar verschijnen de Honey Rocks EP (2016) en de Spirit Knows EP (2017).

## Discografie

### Albums
- Cardiology (2002)
- Hiatus On The Horizon (2005)
- Recloose live band - Backwards And Sideways (2007)
- Perfect Timing (2008)

### Compilaties
- Early Works (2010)